# CARTaGENE
Pour l’article ayant un titre homophone, voir Carthagène.

Nouveau logo de CARTaGENE - novembre 2017

Ancien logo de l'organisme

La plateforme CARTaGENE (www.cartagene.qc.ca) est une base de données biologiques (biobanque) et une base de données sur la santé de plus de 40 000 Québécois âgés entre 40 et 69 ans au moment du recrutement. Le mandat principal du projet est d'identifier les causes génétiques et environnementales des maladies chroniques courantes qui touchent la population du Québec comme le diabète, les maladies cardiovasculaires et le cancer. L'objectif global du point de vue de la santé publique est de développer une médecine personnalisée et de favoriser des initiatives de politiques publiques ciblant les groupes à haut risque. La biobanque CARTaGENE est sous la direction scientifique de Sébastien Jacquemont, du Dr Ekaterini Kritikou et du Dr Philippe Broët, du Centre hospitalier universitaire Sainte-Justine pour enfants situé à Montréal, au Québec. Depuis 2007, ce projet a bénéficié de financement provenant, entre autres, de Génome Canada, de Génome Québec, de la Fondation canadienne pour l'innovation et du Partenariat canadien contre le cancer (CPAC).

## Conception
La biobanque CARTaGENE est une infrastructure mise en place pour recruter des hommes et des femmes âgés de 40-69 ans au Québec représentant la tranche d'âge la plus à risque de développer des maladies chroniques, y compris les maladies cardiovasculaires, de troubles métaboliques comme le diabète sucré et le cancer, entre autres maladies concernées. Prenant place entre août 2009 et octobre 2010, 20 007 participants étaient inscrits dans sa première phase de recrutement (phase A). Entre décembre 2012 et février 2015, une nouvelle vague de recrutement (phase B) a conduit à l'inscription de 20 000 autres participants . Ceux-ci ont été choisis au hasard et suivis grâce à leurs fichiers dans les bases de données administratives de santé gouvernementale (Régie de l'assurance maladie du Québec (RAMQ)). Les participants ont également été sélectionnés pour être représentatifs des régions métropolitaines du Québec, particulièrement à Montréal, Québec, Sherbrooke et Saguenay. En raison du lien administratif entre la RAMQ et le CHU de Sainte-Justine, les participants peuvent être suivis pour les 50 prochaines années, ce qui en fait l'une des plus longues études de population en cours dans le monde. Des trousses d'information sur le projet ont d'abord été envoyées par la poste et les participants potentiels ont été contactés par téléphone pour s'inscrire. Un total de 12 sites d'évaluation à travers la province ont été établis pour les évaluations cliniques et physiques. Après un contact téléphonique initial, les participants ont été invités à venir sur le site d'évaluation et signer un formulaire de consentement. Ils ont été invités à remplir un questionnaire portant sur leur mode de vie et un second portant sur leur santé. Un troisième questionnaire portant sur la généalogie de ces personnes a également été inclus pour être complété en ligne. Des mesures non invasives ont été prises pour tous les participants qui incluent des données telles que le poids, la grandeur, la pression artérielle. Des échantillons de sang, de salive et d'urine ont été prélevés chez ces participants et conservés à la biobanque de Génome Québec ainsi qu'au Centre hospitalier universitaire affilié à Chicoutimi (biobanque GénomeQuébec-CAURC)pour une utilisation future. Des enquêtes sur la nutrition ont également été menées. Les participants à ce projet ne représentent qu'une partie de l'ensemble des participants d'un projet plus vaste mené à l'échelle du Canada visant la collecte d'échantillons à travers le pays dont les méthodes ont été appliquées à la conception des cinq cohortes au sein du Partenariat canadien pour le projet Tomorrow (PPCTC).

## Profilage moléculaire
La numération globulaire complète pour chacun des participants a été recueillies. Leur profil lipidique et divers autres facteurs biochimiques (créatinine, HbA1c...) ont été détaillés. Des données portant sur leur densité osseuse ont également été recueillies. La collecte de sang a été conçue de telle sorte que l'ADN et l'ARN peuvent être extraits pour une utilisation future. Les conditions de stockage sont également optimisées pour la protéomique et la lipidomique. Des technologies et des approches intégratives sont développées pour identifier les polymorphismes nucléotidiques simples.

## Études typiques
À travers des études longitudinales, les chercheurs tentent d'évaluer la contribution d'un mode de vie particulier, de facteurs environnementaux et génétiques sur l'incidence de diverses maladies. L'utilisation des endophénotypes facilite l'intégration de plusieurs niveaux de données afin de tracer un portrait plus réaliste des interactions gène-environnement .

## Développement
Le projet a pris naissance au départ sous la forme d'une étude pilote, effectuée sous la direction des professeurs Bartha Knoppers (Université McGill) et Claude Laberge (Université Laval), impliquant 223 participants qui ont répondu à un questionnaire basé sur le modèle DataSHaPER de P3G. Les échelles utilisées dans les questionnaires ont été élaborées et révisées par plus de 30 experts de divers domaines et sont largement utilisées. Ces questionnaires incluaient des données sur la santé du patient, son niveau d'anxiété général, le type d'emploi occupé ainsi que son activité physique.

## Types de données recueillies
- Mesures anthropométriques
- Composition corporelle
- Force physique
- Fonction pulmonaire
- Densité osseuse
- Pression artérielle
- Fonction cardiovasculaire
- Fonction cognitive

## Éthique et gouvernance
Les procédures de la plateforme CARTaGENE sont conformes à toutes les lois internationales, nationales et locales de même qu'aux normes éthiques, notamment la Charte canadienne des droits et libertés, la Charte des droits et libertés, le Code civil du Québec, la Déclaration d'Helsinki, la Déclaration universelle sur le génome humain et les droits de l'homme (1997) et la Déclaration universelle sur la bioéthique et les droits de l'homme de l'UNESCO (2005), parmi d'autres. CARTaGENE est également conforme aux recommandations du «Plan d'Action ministériel en éthique de la recherche et en integrité scientifique du ministère de la Santé et des Services sociaux du Québec (MSSS) (1998)", et suit le "Guide délaboration de normes de gestion des banques de données également du MSSS (2004)" de même que la "Politique de la recherche des êtres humains (2004)",.

## Veille juridique
La plateforme CARTaGENE est sous la surveillance du comité d'éthique de la recherche du Conseil du Centre universitaire de santé Sainte-Justine. Il est également sous la supervision de la Commission d'accès à l'information. Cette organisation autorise le transfert de l'information de la Régie de l'assurance maladie du Québec vers le centre d'appel qui est en contact avec les participants. Tous les renseignements personnels détenus par CARTaGENE sont soumis à la surveillance de la Commission d'accès à l'information.

## Accès aux données
Les antécédents médicaux des participants se retrouvent dans une base de données gouvernementale centralisée permettant aux chercheurs de suivre ces personnes pour la durée de l'étude et de surveiller tous les événements médicaux les concernant, leurs prescriptions de médicaments ainsi que les décès éventuels. Les informations personnelles reliant les dossiers médicaux à l'identification de chaque participant sont codées par des responsables de CARTaGENE, mais manipulées et gérées par la RAMQ de façon à assurer la confidentialité requise.
Pour accéder à la base de données, les chercheurs doivent présenter une demande soumise à une évaluation par un comité indépendant, d'une part, de même que par le Comité d'accès aux données (CTAD). L'ensemble des données est disponible pour les chercheurs dans l'industrie et les établissements universitaires, au niveau national et international. La gestion scientifique de CARTaGENE avec le SDAC détermine si les données ou les résultats devraient être renvoyés au projet . La soumission pour l'accès à l'ensemble de données se fait directement en ligne.

## Recrutement et réévaluation
La plateforme CARTaGENE a inscrit 20 000 participants supplémentaires lors de sa seconde vague de recrutement (Phase B). Des réévaluations de la santé des participants auront lieu régulièrement, en utilisant des questionnaires sur le web dans les années à venir. Les patients pourront être suivis jusqu'à 50 ans grâce à leur lien avec les bases de données administratives de santé gouvernementale.

## Harmonisation
La plateforme CARTaGENE a été conçue de telle sorte que les procédures qui incluent la collecte d'échantillons, des mesures de variables biologiques et le stockage des échantillons peuvent être harmonisées avec les autres cohortes internationales à grande échelle via la plate-forme du Public Population Project in Genomics (P3G). Le P3G facilite le travail des biobanques et améliore la collaboration au sein de la communauté internationale des chercheurs en génomique humaine. Un effort national est en cours pour recueillir des échantillons de participants à travers le Canada, avec la banque de données du projet CARTaGENE, représentant l'une des cinq cohortes au sein du Partenariat canadien Espoir pour demain (PCEPD), lequel recrute 300 000 participants pour créer une banque de données nationale sur la santé de la population dont le mandat est de développer des initiatives stratégiques conduisant à un changement de politique pour aborder l'impact croissant des maladies chroniques dans une population canadienne de plus en plus vieillissante.

## Réception et couverture médiatique
Le public était généralement réceptif à la création de CARTaGENE et une étude indépendante fait état des consultations tenues avec les membres du public. Les principales préoccupations soulevées concernaient la protection des dossiers médicaux, la confidentialité, le respect de la transparence individuelle, le droit du donneur de se retirer du projet et la gouvernance.

### Médias imprimés
Les médias locaux et nationaux ont fait état de CARTaGENE.
- La Presse/La Presse Canadienne, Lia Levesque (15 janvier 2013) « Un ratio «inquiétant» de Québécois ont une maladie chronique à leur insu »[20]
- Le Soleil, Jean François Cliche (15 janvier 2013) « Projet Cartagène: jusqu'à un Québécois sur deux malade sans le savoir »[21]
- Le Droit/La Presse canadienne, Lia Levesque (janvier 2013) « Des Québécois atteints de maladies chroniques sans le savoir »[22]
- La Tribune/La Presse Canadienne, Lia Levesque (14 janvier 2013) « Des Québécois atteints de maladies chroniques sans le savoir »[23]
- Le Devoir, Pauline Gravel (15 janvier 2013) « Cartagène commence à porter ses fruits »[24]
- The Gazette, Charlie Fidelman (15 janvier 2013) « Quebec's CARTaGene genetic study shows "huge portion" of population unaware of chronic diseases»[25]
- The Ottawa Citizen, Charlie Fidelman (15 janvier 2013) « Quebec's CARTaGene genetic study shows "huge portion" of population unaware of chronic diseases»[25]
- Le Devoir, Pauline Gravel (18 janvier 2013) « Données génétiques - La biobanque Cartagène est hautement sécurisée »[26]

### Télévision
- Radio-Canada, Catherine Kovacks (14 janvier 2013) « Cartagène à la recherche de volontaires »[27]
- CBC News Montreal Late, Nancy Woods (14 janvier 2013) Montreal Late 12:28[28]

### Médias sociaux
CARTaGENE est présent sur diverses plateformes sociales telles que Facebook, Twitter, LinkedIn et Google+ afin d'informer la population et les chercheurs des découvertes en recherche grâce aux données et échantillons de CARTaGENE .

### Symposium CARTaGENE
CARTaGENE fut l'hôte d'un symposium international qui a eu lieu à Montréal en avril 2015. Plusieurs chercheurs de renommés sont venus présenter leurs défis et solutions face aux cohortes populationnelles, les méga-données et la médecine personnalisée .